# Hersteld Hervormde Kerk (Ooltgensplaat)
De Hersteld Hervormde Kerk is een kerkgebouw in de Zuid-Hollandse plaats Ooltgensplaat en ligt aan de Lindenlaan. Het van oorsprong profane gebouw werd in november 2015 gekocht door de hersteld hervormde gemeente en in maart 2016 in gebruik genomen als kerkelijk gebouw.

## Geschiedenis gemeente
Op 1 mei 2004 fuseerden de Nederlands Hervormde Kerk, de Gereformeerde Kerk en de Evangelisch-Lutherse Kerk in de Protestantse Kerk in Nederland, de PKN, in het kader van het Samen op Weg-proces. Een deel van de Hervormde Kerk was tegen deze fusie en besloot zich te verenigen in de Hersteld Hervormde Kerk, waaronder een deel van ongeveer zestig mensen in Ooltgensplaat. Aanvankelijk was er geen kerkgebouw beschikbaar en de eerste acht jaar werden kerkdiensten gehouden in het oude dorpshuis. Daarna werden vier jaar lang diensten gehouden in 't Centrum, een multifunctioneel gebouw.
In 2015 kreeg de gemeente het aanbod om het Groene Kruisgebouw te kopen dat in gebruik was door zorgaanbieder Careyn. In november 2015 werd het gebouw voor 220.000 euro aangekocht. Daarna werd 50.000 euro geïnvesteerd in de verbouwing ervan. Op 28 februari 2016 werd het gebouw opgeleverd.

## Gebouw en interieur
Het exterieur van het gebouw is niet veranderd sinds de herbestemming. De inwendige ruimte werd tijdens de herbestemming opnieuw ingedeeld waarbij een kerkzaal, een consistoriekamer, een aankomsthal en een zaal voor bijeenkomsten ontstonden. In de kerkzaal staan tachtig stoelen, een katheder, een eikenhouten doopvont, een psalmbord en een elektronisch orgel.